# Хушке, Вольфрам (старший)
Вольфрам Хушке (нем. Wolfram Huschke; род. 18 апреля 1946, Веймар) — немецкий музыковед.
Окончил Веймарскую высшую школу музыки (1968), после чего до 1983 года преподавал музыку и руководил хором в веймарской гимназии имени Шиллера; одновременно с 1972 г. преподавал и в своей alma mater. В 1977 г. защитил в Галле-Виттенбергском университете докторскую диссертацию «Музыкальная жизнь Веймара, 1756—1861» (нем. Weimarer Musikleben 1756-1861), опубликованную в 1982 г. отдельным изданием. В 1982—1987 гг. художественный руководитель Камерного хора Йенской филармонии. В 1989—1998 гг. возглавлял в Веймарской высшей школе музыки Институт школьной музыки, некоторое время был деканом IV факультета (композиция, музыковедение, школьная и церковная музыка).
В 1993—2001 гг. ректор Веймарской высшей школы музыки. С периодом его руководства связана структурная реформа консерватории, значительное обновление преподавательского состава, преобразования в использовании для преподавания различных зданий.
С 2000 г. возглавляет Германское листовское общество, участвовал в подготовке ряда мемориальных мероприятий, посвящённых Ференцу Листу, в том числе в рамках празднования его 200-летия в 2011 году. Опубликовал монографию «Франц Лист. Труды и их плоды в Веймаре» (нем. Franz Liszt. Wirken und Wirkungen in Weimar; 2010). Ведущий автор статей о музыке в энциклопедии истории Веймара (нем. Weimar - Lexikon zur Stadtgeschichte; 1993, переиздание 1998).
В 2014 г. награждён Почётным орденом Тюрингии.
Сын Хушке, также Вольфрам Хушке (род. 1964) — виолончелист.